# STAR Ultrastar
 (novembre 2023).
Si vous disposez d'ouvrages ou d'articles de référence ou si vous connaissez des sites web de qualité traitant du thème abordé ici, merci de compléter l'article en donnant les références utiles à sa vérifiabilité et en les liant à la section « Notes et références ».

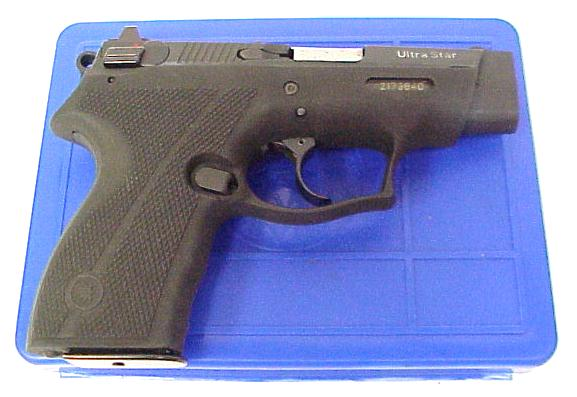
Le pistolet semi-automatique Star Ultrastar en 9mm.

Le pistolet semi-automatique Star Ultrastar a été produit au cours des années 1990 par Star Bonifacio Echeverria S.A.. Dans le catalogue du fabricant basque espagnol, il apparaissait comme M-205. Sa carcasse est en polymère. Il n'a connu qu'une faible diffusion.

## Données techniques
- Fonctionnement :  double action
- Munition: 9mm Parabellum
- Masse de l'arme vide : 775 g
- Longueur de l'arme : 175 mm
- Longueur du canon : 84 mm
- Capacité du chargeur : 9 coups

## Apparitions dans la fiction
Le lecteur observateur a pu remarquer l'Ultrastar dans la série de bande dessinée Alpha (à partir de 1996). Cette arme apparaît aussi furtivement dans les films Casino Royale (2006) et Wanted : Choisis ton destin (2008).